# Napadi v zalivu Mount Hope
Napadi v zalivu Mount Hope so bili serija vojaških napadov, ki so jih britanske čete izvedle med ameriško revolucionarno vojno na skupnosti na obalah zaliva Mount Hope Bay 25. in 31. maja 1778. Mesti Bristol, Rhode Island in Warren, Rhode Island sta bili znatno poškodovani, napaden pa je bil tudi Freetown, Massachusetts (današnji Fall River), čeprav se je njegova milica uspešneje upirala britanskim napadom. Britanci so uničili vojaško obrambo na tem območju, vključno z zalogami, ki jih je shranila kontinentalna vojska v pričakovanju napada na Newport, Rhode Island, ki so ga zasedle Britanci. V napadih so bili uničeni tudi domovi ter občinske in verske zgradbe.
25. maja se je 500 britanskih in hessenskih vojakov po ukazu generala Roberta Pigota, 2. baroneta, poveljnika britanske garnizije v Newportu na Rhode Islandu, izkrcalo med Bristolom in Warrenom, uničilo čolne in druge zaloge ter oropalo Bristol. Lokalni odpor je bil minimalen in neučinkovit pri zaustavljanju britanskih dejavnosti. Šest dni pozneje se je 100 vojakov zgrnilo na Freetown, kjer je bilo manj škode, ker so lokalni branilci Britancem preprečili prehod mostu.